# 阿布·马谢尔
阿布·馬謝爾·巴爾基（‎，787年8月10日—886年3月9日）是一名早期波斯穆斯林占星家，被認為是巴格達阿拔斯王朝宮廷中最偉大的占星家。雖然他不是一個主要的創新者，但他培訓占星家的實用手冊深刻地影響了穆斯林的思想史，並透過翻譯影響西歐和拜占庭的思想史。

## 外部連結
- Abu Ma'shar al-Balkhi （页面存档备份，存于） at the Encyclopedia Iranica